# Maurice Pianzola
Maurice Samuel Pianzola (Ginebra, 6 de octubre de 1917 - 16 de octubre de 2004) fue un periodista y escritor suizo de origen belga.

## Biografía
Maurice Pianzola nace de un padre piemontés, cazador furtivo y obrero en fábrica. Su infancia transcurre en Savoya. Se incorpora al Collège de Ginebra a los doce años donde sufre del racismo en razón de su nombre italiano. En 1936 se adhiere a las Juventudes comunistas.
Durante la Segunda Guerra Mundial es movilizado y nombrado suboficial. Al final de la guerra, deja Basilea donde vivía con su familia y viaja a París y a través de Italia. 
Maurice Pianzola es entonces un periodista que escribe numerosos artículos publicados en el Journal de Genève, la Gazette de Lausanne y en revistas especializadas como Genava. Redacta también libros sobre temas como la historia del arte o la historia en general. Su obra Peintres et vilains suscitó el interés de algunos situacionistas (in Internationale situationniste, n° 10, marzo 1966, p. 73)
Pianzola fue conservador en jefe del Musée d'art et d'histoire de Ginebra.

## Obras
- Lénine en Suisse (1952)
- Thomas Munzer ou La Guerre des paysans (Paris, Club français du livre, 1958 ; Ludd, 1997 - con un prefacio de Raoul Vaneigem)
- Peintres et vilains. Les artistes de la Renaissance et la grande guerre des paysans de 1525 (Paris, Cercle d'art, 1962 ; Dijon, Les Presses du réel, 1993 ; L'Insomniaque, 2015)
- Lénine à Genève (1966)
- 1500-1700 : les Renaissances et les révoltes (1966)
- Théophile-Alexandre Steinlein (Lausanne, Rencontre, 1970)
- Genève et ses peintres (Genève, Éditions de Bonvent, 1972)
- Brésil baroque (Rio de Janeiro, Record, 1983)
- Les Perroquets jaunes. Des Français à la conquête du Brésil : XVIIe siècle (Paris - Genève, L'Harmattan - Zoé, 1991)
- Passé le col de Monscera (Dijon, Les Presses du réel, 1996)
- Partir à Pernambouc (Genève, éditions Mamco, 1999)
- Tu ne joues jamais le jeu, suivi de Il faudrait que je te parle de tant d'autres rencontres (Genève, éditions Mamco, 2003)